# Cuspide (poliedro)

In un tetraedro, i 4 vertici hanno la stessa struttura locale (cuspide).

In geometria, la cuspide di un poliedro indica la struttura locale del poliedro vicino ad un vertice. Più in generale, è possibile definire una nozione di cuspide per un vertice di un qualsiasi politopo a dimensione arbitraria (e quindi anche per un poligono). In italiano è spesso usata anche la versione inglese star.

## Valenze

Anche nell'icosidodecaedro ogni vertice ha la stessa struttura locale.

### Definizione
La valenza di un vertice di un poliedro è il numero di spigoli (o facce) adiacenti.
In un politopo di dimensione {\displaystyle n} arbitraria, ogni vertice ha {\displaystyle n} valenze {\displaystyle v_{1},\ldots ,v_{n}}: qui {\displaystyle v_{i}} indica il numero di facce {\displaystyle i}-dimensionali adiacenti al vertice.

### Proprietà

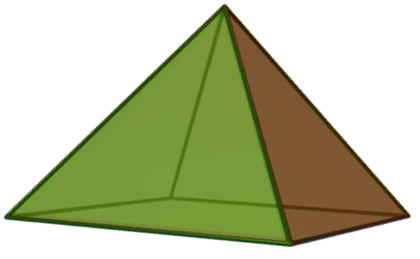
In una piramide a base quadrata invece c'è un vertice che ha valenza, mentre gli altri quattro hanno valenza.

Poiché vi è un unico politopo adiacente al vertice, l'ultimo valore è sempre {\displaystyle v_{n}=1}. 
In un poligono, le valenze sono sempre {\displaystyle (v_{1},v_{2})=(2,1)}. In un poliedro, sono {\displaystyle (v_{1},v_{2},v_{3})=(v,v,1)}, dove {\displaystyle v} è la valenza definita inizialmente.
A proposito di {\displaystyle v_{1}}, affinché la dimensione sia {\displaystyle n}, ci devono essere almeno {\displaystyle n} spigoli adiacenti a ciascun vertice, e quindi {\displaystyle v_{1}\geq n}.

## Base della cuspide
La struttura locale del poliedro vicino ad un vertice è codificata dall'intersezione del poliedro con una piccola sfera centrata nel vertice. Spigoli e facce del poliedro intersecano questa sfera in un poligono con spigoli curvi, con numero di vertici (o spigoli) pari alla valenza.
Tale intersezione, definita per i vertici di un politopo di dimensione arbitraria, è la base della cuspide, detta anche link.
Analogamente si può definire una base "dritta" prendendo su ogni spigolo un punto che disti dal vertice una lunghezza fissata piccola; collegando questi punti tramite segmenti si ottiene un poligono vero e proprio. Se questo è regolare il vertice è un vertice regolare.

## Esempi

In un cubo, ogni vertice ha valenze.

### Poligoni
Ogni vertice di un poligono è adiacente a due spigoli, ed al poligono stesso. Quindi {\displaystyle v_{1}=2} e {\displaystyle v_{2}=1}.
Nel quadrato, la base della cuspide di ciascuno dei quattro vertici è un arco nella circonferenza di ampiezza uguale a {\displaystyle \pi /2} radianti (pari a 90°).

### Poliedri
I solidi regolari hanno le stesse cuspidi ad ogni vertice (eventualmente ruotate nello spazio).
Nel cubo, vale {\displaystyle (v_{1},v_{2},v_{3})=(3,3,1)}.

### Politopi
Nell'ipercubo, vale {\displaystyle (v_{1},v_{2},v_{3},v_{4})=(4,6,4,1)}. La base della cuspide di ciascuno dei sedici vertici è un tetraedro sferico regolare.
In generale, in un cubo di dimensione {\displaystyle n}, il valore {\displaystyle v_{i}} non dipende dal vertice ed è dato dal coefficiente binomiale
{\displaystyle v_{i}=\left({\begin{matrix}n\\i\end{matrix}}\right).}